# Lena Fernández
Lena Fernández (Santiago de Compostela) es una actriz española conocida por su papel de Maruxa en el serial diario Amar es para siempre. 

## Filmografía

### Televisión
- Amar en tiempos revueltos, personaje episódico (2011)
- Bandolera, personaje episódico (2013)
- La cueva de Ralph, un episodio: Luces & trovadores (2014)
- Sin identidad, como una enfermera (2014)
- Amar es para siempre, como Maruxa Linares (2014-2016)
- #Luimelia, como Maruxa Linares (2020-2021)

### Cortometrajes
- Pulsión, reparto. Dir. Ana Paloma Robledillo (2007)
- Máscaras, reparto. Dir. Danel Aser y Álex Murrull (2007)
- Un rollito de primavera, reparto. Dir. Álex Murrull (2008)
- Va-i-ven, reparto. Dir. Beatriz Janer (2008)
- Hansel y Gretel, reparto. Dir. Óscar Cambronero (2009)
- Con P de puta, reparto. Dir. Pablo Merino (2009)
- Fénix, como Lucía. Dir. Danel Aser y Alex Murrull (2009)
- Rudy, reparto. Dir. David Meilán (2010)

### Teatro
- Actuaciones de Contact y Teatro Gestual en diversas salas de Barcelona (2007-2008)
- Los que no pudieron huir. Dir. Javier Simón. Teatro Español (2011; 2013)
- Trota-historias. Cía. ...Y la cama sin hacer (2011-2012)
- A serpe de troña. Sirimiri Produccións (2012)
- El príncipe de Verdemar. Cía. Valle-Inclán (2012)
- Love Room, como Marta. Dir. Tirso Calero (2014)